# Baltasar Grande

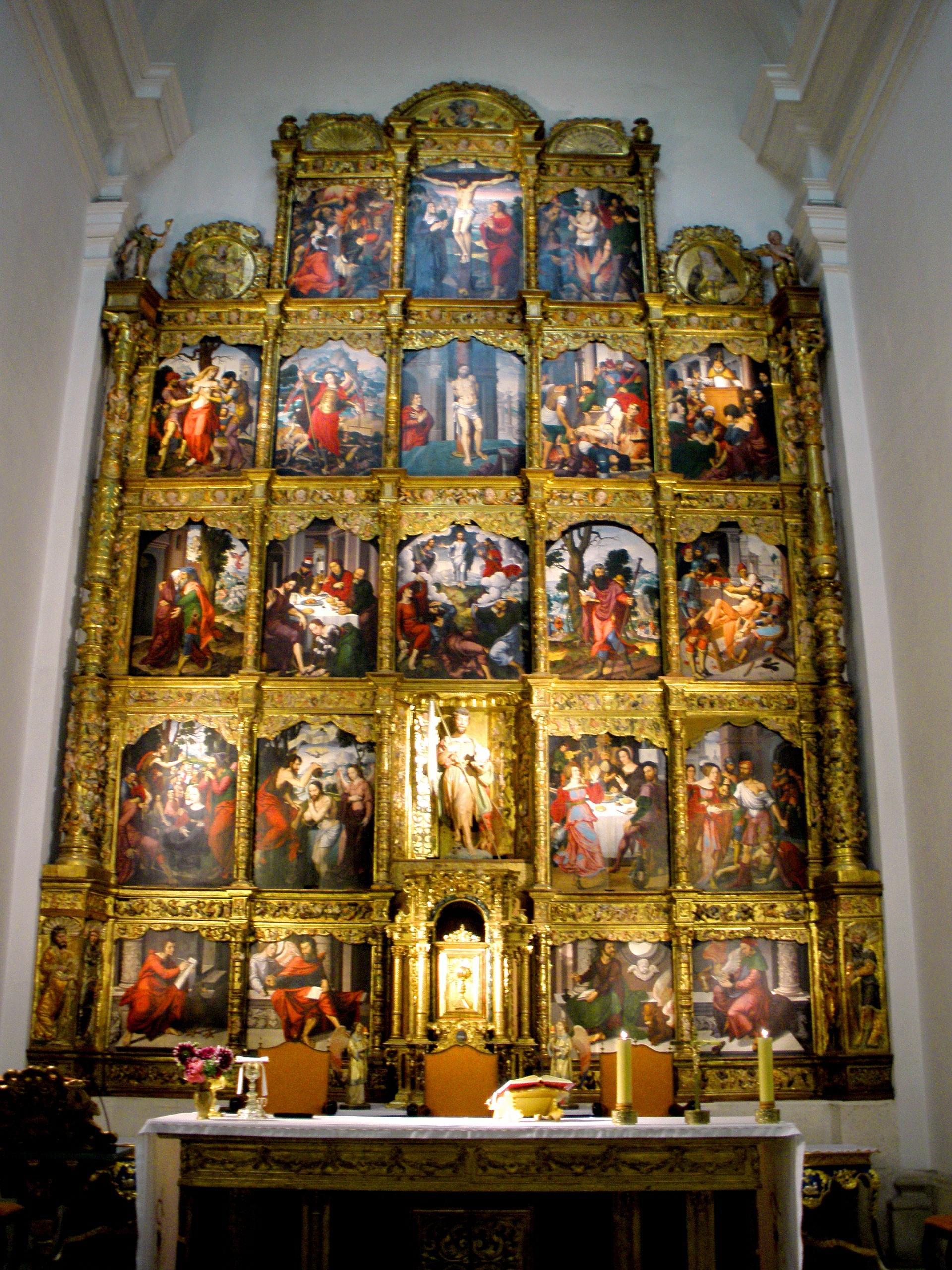
Retablo de la iglesia de San Juan Bautista de Carbonero el Mayor.

Baltasar Grande (fl. 1547-1548) fue un pintor español conocido exclusivamente por su participación en la pintura del retablo mayor de la iglesia de San Juan Bautista de Carbonero el Mayor (Segovia), según la documentación dada a conocer por el Marqués de Lozoya.
Documentado en unión de Diego de Rosales, a Baltasar Grande se le hicieron dos pagos por este retablo, en 1547 y 1548, desapareciendo luego de los documentos, en los que en adelante aparece solo Rosales, quizá por fallecimiento de Grande. El estilo de las veintiuna tablas de las que consta el retablo, según indicó Lozoya, se aproxima al del pintor flamenco de origen lombardo Ambrosius Benson, por lo que el mismo Lozoya supuso que ambos pintores podrían haber sido discípulos directos de Benson, y Collar de Cáceres piensa que una larga estancia en Flandes podría ser el motivo de la carencia de datos documentales y de otras obras semejantes tanto en la diócesis de Segovia como en Ávila, de donde procedía Rosales.
Pero junto a las influencias de Benson se han señalado también vinculaciones con los autores castellanos seguidores de Pedro Berruguete y de Juan de Flandes, y algunos elementos italianos, principalmente en los fondos arquitectónicos y paisajísticos, que pudieran haber sido tomados de estampas, sin desmerecer la unidad formal del conjunto, en el que a Grande pudo corresponder una responsabilidad mayor dada la diversidad de estilo demostrada por Rosales en su retablo de Flores de Ávila.